# Veronica (Granier)
Veronica est une suite de dix planches de la Tauromachie IV  (série de dix burins sur cuivre), réalisée en 1952 par Jean-Marie Granier à l'époque où le jeune graveur s'était vu offrir un séjour de deux ans à la Casa de Velázquez, Madrid, en Espagne.

## Contexte
Les trois passes de cape : Veronica, Media Veronica et Lance de frente por detras (Gaonera) sont généralement présentées ensemble. Elles reproduisent toutes un moment analogue : 

« celui de la pleine exécution, le centre de la suerte si l'on veut, à l'apogée du mouvement. L'artiste, à l'évidence, s'attache aux variations presque infinies des plis de la cape, notamment dans la Chicuelina. Instantanés qui appréhendent une fraction de seconde
. »

## Description
Le torero est de dos comme pour la Media Veronica. Il faut bien connaître le vocabulaire de la corrida pour déceler dans la Veronica (Véronique en français) une préparation à la Media Veronica (Demi-véronique en français) que Bennassar comme Dupuy ont répertoriée sous le nom de Chicuelina, reproduisant ainsi les débats entre aficionados sur les infimes différences entre chaque mouvement de cape, que le néophyte décèle difficilement.
Il existe 1 état sur guarro ancien petites marges. Quelques très rares épreuves ont été tirées sur papier japon ou sur guarro ancien. La planche de cuivre aciérée est endommagée. Un tirage récent su japon porte les traces d'oxydation. La reproduction à la page 35 de Jean-Marie Granier, l'œuvre gravé tauromachique 1950-1952 est issue d'une E.A (épreuve d'artiste). Cette planche figure au catalogue de la rétrospective 1983-1984 de l'œuvre complet de Jean-Marie Granier au Musée des beaux-arts de Nîmes.